# ایپروکلوزید
ایپروکلوزید (انگلیسی: Iproclozide) که با نام‌های سورسوم (Sursum) و سیندرسین (Sinderesin) نیز به فروش میرسد نوعی مهارکننده منوآمین اکسیداز است که به صورت انتخابی و برگشت ناپذیر عمل می‌کند و به گروه هیدرالازین‌ها تعلق دارد. این دارو به عنوان یک ضدافسردگی به کار میرفت ولی امروزه دیگر کاریرد ندارد. روشن شده‌است که این دارو باعث هپاتیت فولمینانت می‌شود و تاکنون سه مورد مرگ به دنبال مصرف این دارو گزارش شده‌است.